# دنيس كالب
دنيس كالب (بالإنجليزية: Dennis Culp)‏ هو عازف مترددة ‏ أمريكي، ولد في 23 أبريل 1970.

## وصلات خارجية
- دنيس كالب على موقع IMDb (الإنجليزية)
- دنيس كالب على موقع ميوزك برينز (الإنجليزية)
- دنيس كالب على موقع ديسكوغز (الإنجليزية)
- دنيس كالب على موقع قاعدة بيانات الفيلم (الإنجليزية)